# Lijst van rijksmonumenten in Harskamp
De plaats Harskamp telt 12 inschrijvingen in het rijksmonumentenregister.
| Object                                               | Oorspronkelijke functie?  | Bouwjaar                                     | Architect    | Locatie        | Coördinaten?                 | Nr.?   | Afbeelding                           |
| ---------------------------------------------------- | ------------------------- | -------------------------------------------- | ------------ | -------------- | ---------------------------- | ------ | ------------------------------------ |
| Huis Harscamp/Huis den Ham                           | Woonhuis                  | 1880 (bouw) 1913 (verbouwd in landhuisstijl) | H.P. Berlage | Edeseweg 184   | 52° 7' 45" NB, 5° 44' 48" OL | 523580 | Huis Harscamp/Huis den Ham           |
| Schietkamp Harskamp, Onderofficiersmess nr 125       | Militair verblijfsgebouw  | 1898                                         |              | Otterloseweg 5 | 52° 7' 25" NB, 5° 45' 50" OL | 523503 | Upload foto                          |
| Schietkamp Harskamp, keuken nr 129                   | Militair verblijfsgebouw  | 1898                                         |              | Otterloseweg 5 | 52° 7' 25" NB, 5° 45' 50" OL | 523504 | Upload foto                          |
| Schietkamp Harskamp, bakkerij nr 268                 | Nijverheid                | 1923                                         |              | Otterloseweg 5 | 52° 7' 25" NB, 5° 45' 50" OL | 523505 | Upload foto                          |
| Schietkamp Harskamp, toiletgebouw nr 172             | Straatmeubilair           | 1902                                         |              | Otterloseweg 5 | 52° 7' 25" NB, 5° 45' 50" OL | 523506 | Upload foto                          |
| Schietkamp Harskamp, legeringsgebouw voor officieren | Militair verblijfsgebouw  | 1920                                         |              | Otterloseweg 5 | 52° 7' 25" NB, 5° 45' 50" OL | 523507 | Upload foto                          |
| Schietkamp Harskamp, bioscoop nr 130                 | Welzijn, kunst en cultuur | 1920                                         |              | Otterloseweg 5 | 52° 7' 25" NB, 5° 45' 50" OL | 523508 | Schietkamp Harskamp, bioscoop nr 130 |
| Schietkamp Harskamp, schijvenloods bij nr 232        | Opslag                    | 1937                                         |              | Otterloseweg 5 | 52° 7' 25" NB, 5° 45' 50" OL | 523509 | Upload foto                          |
| Schietkamp Harskamp, schijvenloods nr 270            | Opslag                    | 1937                                         |              | Otterloseweg 5 | 52° 7' 25" NB, 5° 45' 50" OL | 523510 | Upload foto                          |
| Schietkamp Harskamp, schietschijvenloods             | Opslag                    | 1923                                         |              | Otterloseweg 5 | 52° 7' 25" NB, 5° 45' 50" OL | 523512 | Upload foto                          |
| Schietkamp Harskamp, legeringsgebouw nr 111          | Militair verblijfsgebouw  | 1938                                         |              | Otterloseweg 5 | 52° 7' 25" NB, 5° 45' 50" OL | 523513 | Upload foto                          |
| Schietkamp Harskamp, legeringsgebouw nr 112          | Militair verblijfsgebouw  | 1939                                         |              | Otterloseweg 5 | 52° 7' 25" NB, 5° 45' 50" OL | 523514 | Upload foto                          |